# Jakob Erbar
Jakob Erbar (Düsseldorf, 8 februari 1878 - 7 januari 1935) was een Duitse typograaf en letterontwerper.
Erbar was opgeleid als letterzetter in Düsseldorf en nam later lessen in letterontwerpen bij Fritz Helmut Ehmcke en Anna Simons. Hij werkte als letterzetter bij drukkerij Dumont-Schauberg in Keulen. In 1908 gaf hij les aan de Städtische Berufsschule en van 1919-1935 aan de Kölner Werkschule. Jakob Erbar vervaardigde een aantal lettertypes bij de lettergieterij Ludwig & Mayer.

## Lettertypen
Erbar is bekend om zijn lettertype Erbar en ontwierp een aantal andere. Erbar begon zijn schreefloze (sans-serif) ontwerpen in 1914, maar werd onderbroken door de oorlog. In 1919 verscheen zijn lettertype Feder Schrift (ook Feder Grotesk genoemd). 
De tekeningen voor een volgende grotesk startte hij in 1922, dat later in 1926 het lettertype Erbar is geworden. Het wordt gebruikt in het werk Handbuch der Schriftarten. Het lettertype had een meervoudige karakters tellende "onderkast" met een kleinere x-hoogte, maar deze waren niet aanwezig in het lettertype dat uiteindelijk geëxporteerd werd naar Amerika.
Een in 1923 verschenen inline (vette lettertekens met lichte openingen) variant van het lettertype werd genaamd Phosphor of Grotesk Lichte. Ook lettertypes Lumina en Lux waren gebaseerd op Erbar.

### Lettertypes van Erbar
- Feder Grotesk (1910)
- Erbar
- Lucina, Lumina, Lux, Phosphor (1922-1930)
- Koloss (1923)
- Candida (1936)